# Progetto Pelamis

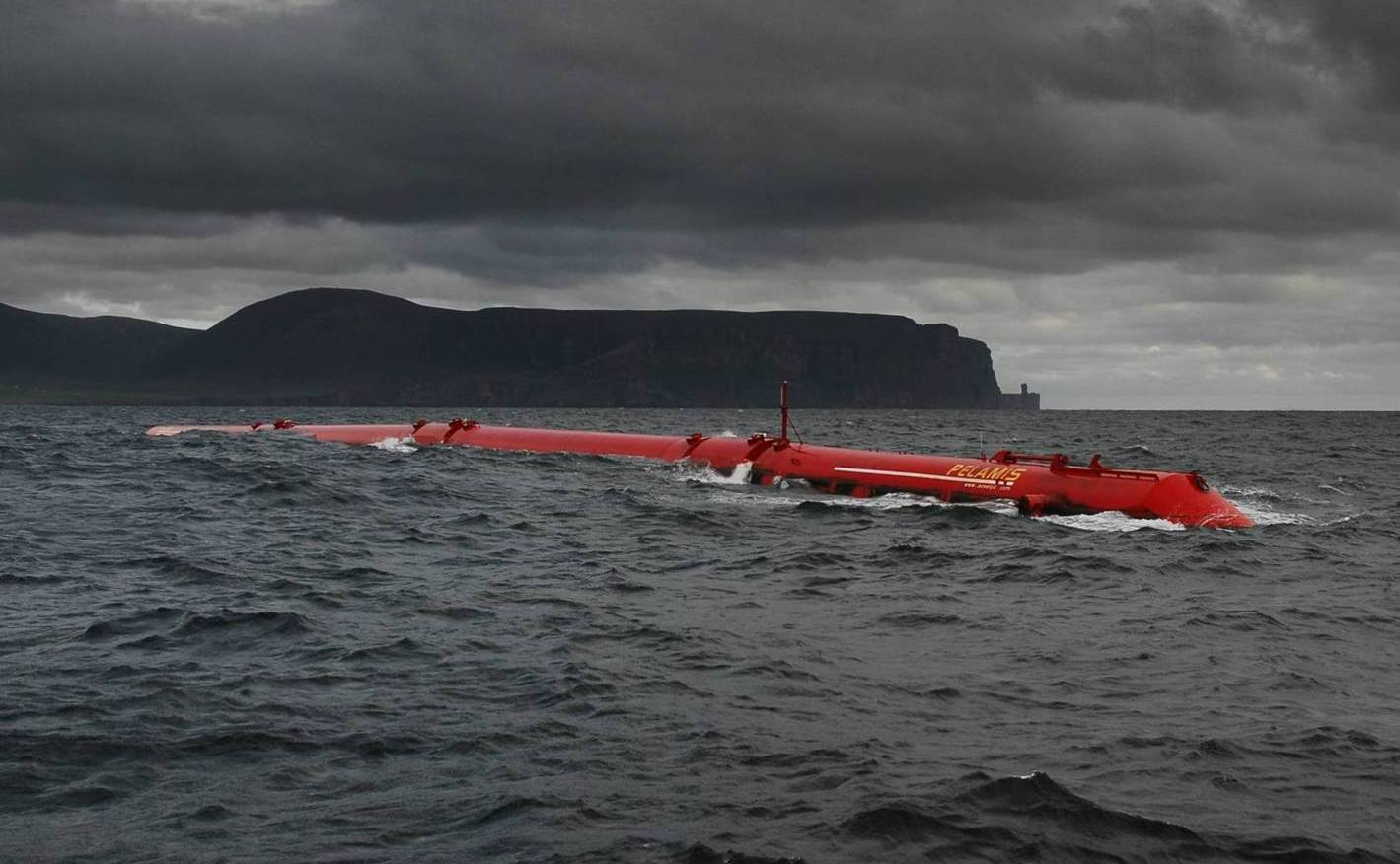
Un impianto Pelamis al largo delle isole Orcadi

Il progetto Pelamis, che prende il nome da un serpente marino, è un progetto di una nuova tecnologia che sfruttando l'energia prodotta dalle onde di superficie degli oceani permette di produrre energia elettrica.
È composto da 4 tubi dal diametro di 4m.

## Tecnologia
È composto da una struttura articolata, formata da quattro sezioni cilindriche galleggianti, unite tra loro da giunti oscillanti che vengono messi in movimento dal moto ondoso del mare. Le articolazioni azionano a loro volta dei pistoni idraulici (situati nel corpo galleggiante), collegati a dei motori che trasmettono il moto a dei generatori elettrici producendo corrente elettrica.
Un impianto Pelamis di 150 m di lunghezza, 3.5 m di diametro e una massa complessiva di 700 tonnellate, avrebbe una potenza di 750 kW.

## Sviluppi

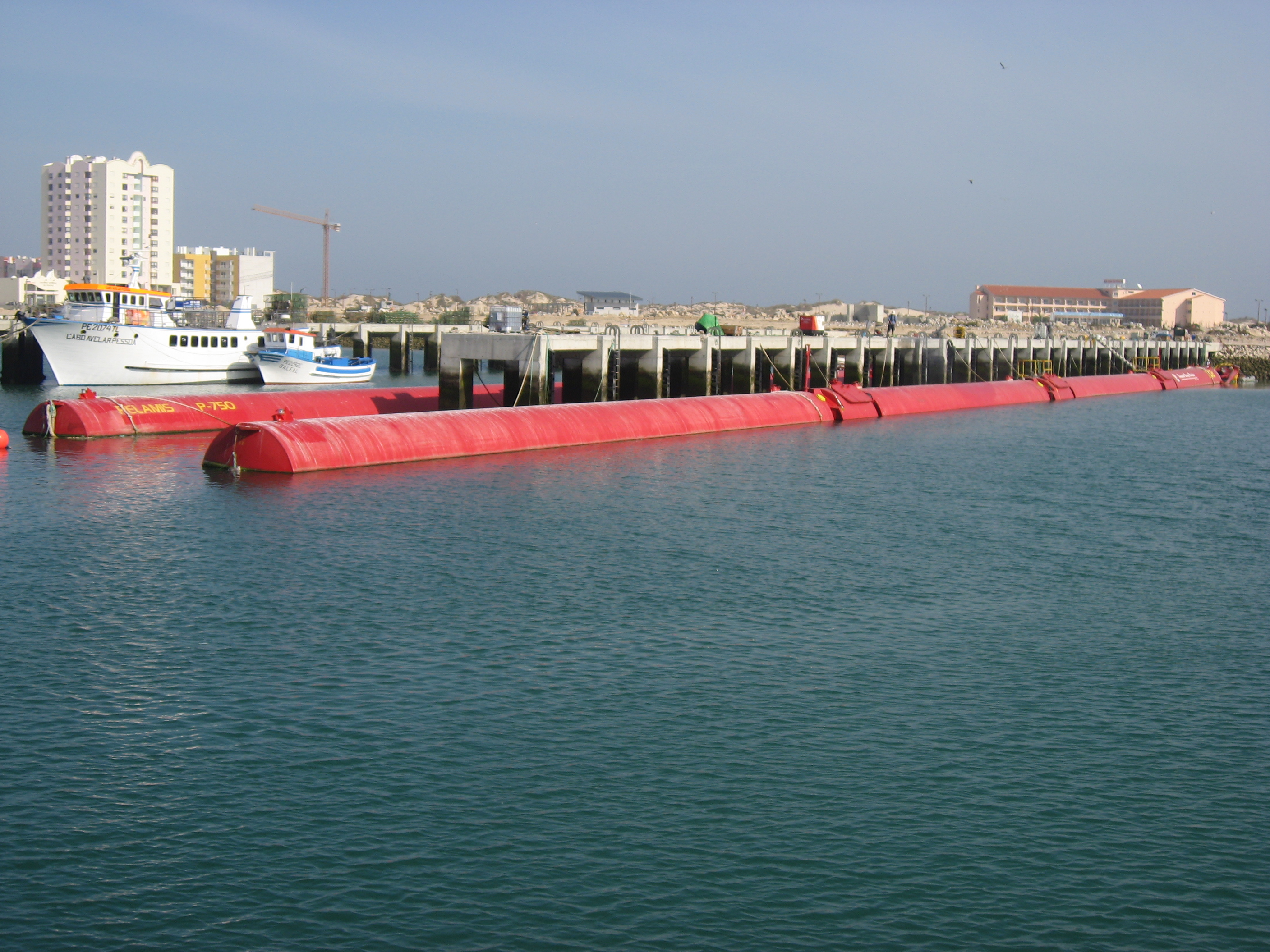
2 dei 3 Pelamis P-750 nel porto di Peniche, in Portogallo

Il primo prototipo è stato installato nel centro europeo per l'energia marina delle Isole Orcadi, in Scozia. È stato ufficialmente aperto il 28 settembre 2007.
È composto da una struttura articolata, formata da sezioni cilindriche galleggianti, unite tra loro da giunti oscillanti.
Il primo impianto commerciale per la produzione di energia elettrica derivato da questo prototipo è stato installato in Portogallo, nel largo di Aguçadoura, nella municipalità di Póvoa de Varzim; è costituito da tre macchine Pelamis P-750 con una capacità produttiva di 2,25 MW di potenza.